# De Meeuwen (Groningen)
De Meeuwen is een kleine wijk in de stad Groningen.
De wijk is gelegen tussen het Winschoterdiep en de toegangsweg vanaf het Europaplein (N7). De wijk is gebouwd op de voormalige locatie van Aagrunol.
De wijk bestaat voornamelijk uit een rondlopende weg, Barkmolenstraat genoemd. Ook de weg aan de oostzijde van het Winschoterdiep behoort tot de wijk. Hieraan staan echter geen huizen.
De wijk is genoemd naar De Meeuwerd, de polder die hier oorspronkelijk lag. De Meeuwerd betekent ongeveer: plek waar veel meeuwen zijn, een natte plek.
1. ↑  Inclusief het A-kwartier, Academiekwartier, Bisschopskwartier en Ebbingekluft
2. ↑  Inclusief Ruskenveen
3. ↑  Euvelgunne en Roodehaan zijn onderdeel van de MEER-dorpen, maar vallen onder de wijk Zuidoost
4. ↑  Inclusief de subbuurten De Wierden (waaronder het bouwblok Heemwerd), Rietlanden en Reitdiephaven
5. ↑  Voorheen Korrewegwijk genoemd
6. ↑  Voorheen Korrewegbuurt genoemd

1. 1 2  Tabel: Bevolking; maandcijfers per gemeente en overige regionale indelingen, 1 januari 2023, Centraal Bureau voor de Statistiek, Voorburg/Heerlen